# 이상하네...
〈이상하네...〉(일본어: 不思議ね…)는 일본의 밴드 ZARD의 두 번째 싱글로서 1991년 6월 25일 발매되었다. (8cm CD: PODH-1040, POSH-1040) 곡의 작사는 사카이 이즈미, 작곡은 오다 테츠로, 편곡은 아카시 마사오가 맡았으며, 이는 전작 〈Good-bye My Loneliness〉와 완전히 동일하다. 이 곡은 닛폰 TV에서 방송되던 퀴즈 프로그램 《매지컬 두뇌 파워!!》의 테마곡으로도 사용되기도 했다.
B사이드는 〈솔직하게 말할 수 없어서〉(素直に言えなくて)이며, 작사/작곡에는 사카이 이즈미, 편곡에 아카시 마사오가 참여한 곡으로, 최초로 공개된, 사카이 이즈미가 작곡한 곡이기도 하다. 사카이 이즈미 사후인 2009년에 같은 빙 소속 가수 쿠라키 마이가 이 곡의 피처링에 참여했으며, 이것이 ZARD의 45번째 싱글로서 발매되었다.
싱글은 오리콘 차트 주간 싱글차트 30위에 올랐으며, 5주간 순위에 머물렀다. 한편, 곡의 저작권이 폴리도르 레코드에서 B-Gram RECORDS로 옮겨지며 1993년 9월 1일 싱글이 재발매되었다. (8cm CD: BGDH-1011)

## 수록곡
| #             | 제목                                               | 작사          | 작곡          | 편곡          | 재생 시간 |
| ------------- | -------------------------------------------------- | ------------- | ------------- | ------------- | --------- |
| 1.            | 〈〈이상하네...〉〉 (不思議ね…)                    | 사카이 이즈미 | 오다 테츠로   | 아카시 마사오 | 4:14      |
| 2.            | 〈〈솔직하게 말할 수 없어서〉〉 (素直に言えなくて) | 사카이 이즈미 | 사카이 이즈미 | 아카시 마사오 | 4:17      |
| 총 재생 시간: | 총 재생 시간:                                      | 총 재생 시간: | 총 재생 시간: | 총 재생 시간: | 8:31      |

## 발매 일정
| 버전                          | 일정            | 레이블          | 포맷               |
| ----------------------------- | --------------- | --------------- | ------------------ |
| 〈이상하네...〉               | 1991년 6월 25일 | 폴리도르 레코드 | 8cm CD (PODH-1040) |
| 〈이상하네...〉               | 1991년 6월 25일 | 폴리도르 레코드 | 8cm CD (POSH-1040) |
| 〈이상하네...〉 (저작권 이전) | 1993년 9월 1일  | B-Gram RECORDS  | 8cm CD (BGDH-1011) |